# Kačja dresen
Káčja drésen (znanstveno ime Persicaria bistorta, včasih tudi Polygonum bistorta, sedaj tudi Bistorta officinalis Delarbre (1800)) je trajnica iz družine dresnovk.

## Razširjenost in uporabnost
Kačja dresen se v ljudskem zdravilstvu zaradi velike vsebnosti čreslovin uporablja pri driski ali griži. V tem primeru se iz korenine rastline pripravi čaj, z obkladki iz rastline pa zdravi hemoroide. Korenina rastline vsebuje mnogo škroba in vitamina C in karotene. Vsi deli rastline pa vsebujejo oksalno kislino. Rastlina je užitna in se uporablja kot špinača.

## Galerija
- Cvet rastline
- Kultivar Persicaria bistorta 'Superba' se goji kot okrasna rastlina
- Kačja dresen v Berlinskem botaničnem vrtu in muzeju